# Nephrotoma clanceyi
Nephrotoma clanceyi är en tvåvingeart som beskrevs av Alexander 1956. Nephrotoma clanceyi ingår i släktet Nephrotoma och familjen storharkrankar. Inga underarter finns listade i Catalogue of Life.